# Auloserpusia ochrobalia
Auloserpusia ochrobalia är en insektsart som beskrevs av Nicholas David Jago 1964. Auloserpusia ochrobalia ingår i släktet Auloserpusia och familjen gräshoppor. Inga underarter finns listade i Catalogue of Life.